# Jamuna Boro
Jamuna Boro (hindi जमुना बोरो; ur. 7 maja 1997 r.) – indyjska bokserka, brązowa medalistka mistrzostw świata.

## Kariera
Urodziła się w dystrykcie Sonitpur w stanie Asam. Mając 10 lat, jej ojciec zmarł. Wtedy jej matka postanowiła sprzedawać warzywa na potrzeby utrzymania domu. Podczas gdy Jamuna wracała ze szkoły, często widziała chłopców walczących w wushu. Pewnego razu dołączyła się do tej zabawy, ale później doszła do wniosku, że nie jest jej to pisane. Wtenczas wiele słyszała o słynnej bokserce Mary Kom, więc chciała nauczyć się pięściarstwa. Niestety w jej wiosce nie było możliwości kształcenia się w tym kierunku. Wraz z trenerem wybrali się do Guwahati, gdzie, zachęcona postawą przez matkę, zaczęła trenować boks.
Od 2013 roku zaczęła zdobywać medale juniorskich zawodów międzynarodowych, m.in. brąz podczas młodzieżowych mistrzostwach świata w 2015 roku.
W 2019 roku zdobyła brązowy medal mistrzostw świata w Ułan Ude, przegrywając w półfinale z Huang Hsiao-wen reprezentującą Chińskie Tajpej.